# Sudabeh

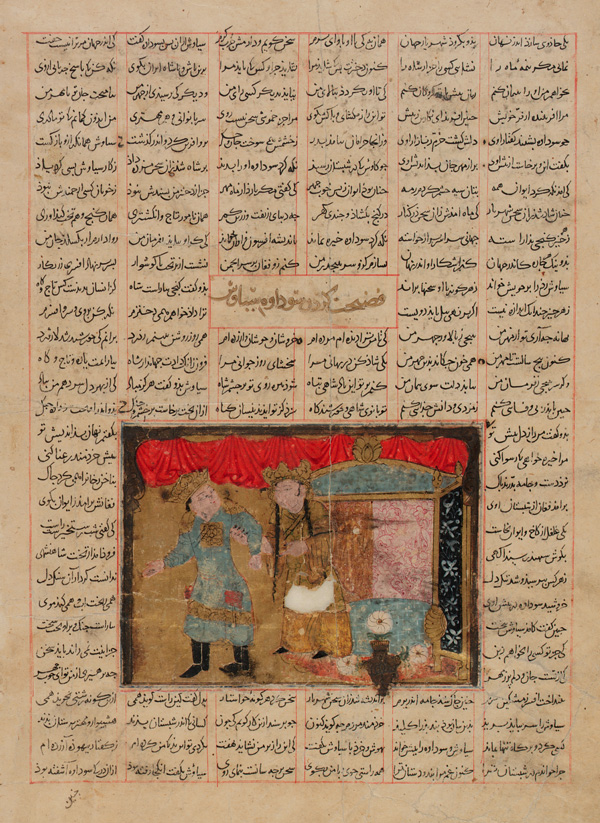
Siyâwasch wird von Sudabeh verführt.

Sudabeh (persisch سودابه, DMG Sudāba) ist ein weiblicher Vorname aus dem Persischen. Sudabeh ist ein Charakter im Schāhnāme von Firdausi.

## Sudabeh in Schahname
Sudabeh (auch: Sūdābe) ist die Tochter des Königs von Hamaweran (auch Hāmāvarān; Gebiet des heutigen Jemen). Sie muss eine scharfzüngige Schönheit gewesen sein, denn Firdausi beschreibt sie im Schāhnāme mit folgenden Worten: 

„Ihr Wuchs den Preis der Zipresse raubt,
Von schwarzem Musk ist ein Kranz ihr ums Haupt.
Ihr Haar eine Fessel, Reiz ihr Wandel,
Ihre Zung’ ein Dolch, ihre Lippe Kandel.
Von Kopf zu Fuß das Haar ihr fließt,
Solch ein Mond sei von Gott gegrüßt.
Sie ist wie ein Paradies geschmückt,
Wie Sonnenstrahl im Frühling beglückt.“

Schah Kai Kawus hörte von dieser Schönheit und entsandte schließlich einen Boten, der bei ihrem Vater um ihre Hand anhielt. Durch die Heirat mit Schah Kai Kawus wurde Sudabeh die Stiefmutter von Siyâwasch.
Als Sudabeh Siyâwasch zum ersten Mal erblickte, verliebte sie sich in ihn. Siyâwasch weist die in ihn verliebte Stiefmutter jedoch zurück, worauf hin sich Sudabeh an ihm rächen will. Sie zerkratzte sich ihr Gesicht, zerriss sich ihre Kleider und beschuldigte Siyâwasch vor dem Schah, dass er sie bei einem Besuch im Frauengemach vergewaltigen wollte. Um seine Unschuld zu beweisen, unterzog sich Siyâwasch einer Feuerprobe. Er ritt mit seinem Pferd durch ein riesiges Feuer und blieb unversehrt. Als Sudabeh wegen ihrer falschen Verleumdungen hingerichtet werden sollte, bat Siyâwasch den Schah ihr zu verzeihen und rettete sie so vor dem sicheren Tod.

Firdausi beendet die Geschichte von Siyâwasch und Sudabeh mit den Versen: 

„Davon tat den Spruch ein Weiser gut:
'Es geht keine Lieb' über die Liebe zum Blut.
Wo Gott einen tüchtigen Sohn dir gab,
So laß von der Liebe der Frauen ab!
Anders reden und denken sie,
Und suchst du sie dort, so sind sie hie'.“

## Bekannte Namensträgerinnen
- Sudabeh Mohafez (* 1963 in Teheran), deutsche Schriftstellerin
- Sudabeh Mortezai (* 1968 in Ludwigsburg), österreichische Filmemacherin